# Il ritorno di Jackie Chan
Il ritorno di Jackie Chan (Jackie Chan's Fantasia) è una serie animata cinese avente come protagonista Jackie Chan, il quale appare sia in versione animata che (in alcune scene) anche in carne e ossa. Il titolo italiano fa riferimento ad una precedente serie americana intitolata Le avventure di Jackie Chan, anch'essa trasmessa dalla Rai negli anni 2000.
Le prime immagini sono state mostrate in Cina il 29 aprile 2009 e la serie ha debuttato verso la fine dello stesso anno.
Ha vinto il premio come migliore serie animata all'"International Comics Festival" di Canton nell'ottobre 2009.
In Italia è stata trasmessa su Rai 2 al mattino a partire dal 2 luglio 2012.

## Trama
Jackie Chan riceve una richiesta dal nipote del dottor Wong, Bongkie. Suo nonno è uno scienziato che ha inventato il "Thunder Energizer", una macchina in grado di integrare i sette elementi dello spazio esterno in una speciale energia che vorrebbe usare come risorsa energetica pulita e rinnovabile da usare per aiutare l'umanità.
Un giorno i sette tesori del drago scompaiono misteriosamente e con loro anche il dottor Wong.
Il responsabile è il malvagio Orbar, rivale di Wong, che ha rapito lo scienziato per costringerlo a riprodurre per lui la su invenzione e usarla come un'arma onnipotente, con cui conquistare il mondo.
La missione di Jackie sarà di ritrovare e restituire i tesori, prima che il dottor Wong sia in grado di completare l'arma onnipotente. Inizia così una battaglia tra i vari archi temporali dove Jackie userà quattro speciali armature che gli daranno capacità speciale (le quattro armature rappresentano rispettivamente i quattro paesi: Cina, Italia, India e Egitto).